# Kortedala
Kortedala est un district et un quartier de Göteborg, une ville de Suède.
Kortedala est l'un des 21 districts de Göteborg et est situé dans la partie nord-est de la ville. Le quartier, principalement résidentiel, est subdivisé en Gamlestaden, Utby, Södra Kortedala et Norra Kortedala et comptait, en 2004, 26 668 habitants répartis sur 13,67 km2. 
Le quartier est desservi par les lignes de tramway 6, 7 et 11.